# Fédération d'Israël de football
La Fédération d'Israël de football (The Israel Football Association (en) IFA) est une association regroupant les clubs de football d'Israël et organisant les compétitions nationales et les matchs internationaux de la sélection d'Israël.
La fédération nationale d'Israël est fondée en 1928. Elle est affiliée à la FIFA depuis 1929 et est membre de l'UEFA depuis 1994.
Avant d'être affiliée à l'UEFA, elle était affiliée à la Confédération asiatique de football de 1954 à 1974, ce qui correspondait à son positionnement géographique.

## Présidents
| Nom                         | Année      |
| --------------------------- | ---------- |
| Stefan Trek                 | 1928-1932  |
| Ouri Nadav                  | 1950-1954  |
| P. Ben Tzion Haïm Glovinsky | 1954-1956  |
| Yitzhak Zeevi               | 1957-1959  |
| Yossef Inbar                | 1959       |
| Yitzhak Zeevi               | 1959-1963  |
| Yitzhak Fanai               | 1964       |
| Menahem Heller              | 1964-1970  |
| Yitzhak Zeevi               | 1970-1972  |
| Zeev Ber-Saber              | 1972-1973  |
| Michaël Almog               | 1973-1982  |
| Haïm Haberfeld              | 1980-1985  |
| Shaul Souiri                | 1985-1992  |
| Haïm Haberfeld              | 1992-1993  |
| E. Milchan                  | 1993-1996  |
| Gabriel Levi                | 1996-2003  |
| H. Menahem                  | 2003-2007  |
| Avi Luzon                   | 2007-2014  |
| Ofer Eini                   | 2014 -2018 |
| Moshe Suarez                | 2018–2019  |
| Oren Hasson                 | 2019 -     |